# The Boggs
The Boggs é uma banda de indie rock dos Estados Unidos. A banda tem o letrista, guitarrista e vocalista Jason Friedman como o único membro fixo. Os outros são geralmente membros de outras bandas de indie rock. Um remix de sua canção "Arm In Arm", feito por Shy Child, figurou na trilha sonora do jogo eletrônico Grand Theft Auto IV, mais precisamente na rádio Radio Broker.

## Discografia
- We Are The Boggs We Are (2002)
- Stitches (2003)
- Forts (2007)